# Sainte-Lucie-de-Tallano
Sainte-Lucie-de-Tallano (Santa Lucia di Taddà en idioma corso) es una comuna y población de Francia, en la región de Córcega, departamento de Córcega del Sur.
Su población en el censo de 1999 era de 392 habitantes, la mayor del cantón.

## Demografía
| 577 | 626 | 513 | 362 | 424 | 392 |
| Para los censos de 1962 a 1999 la población legal corresponde a la población sin duplicidades (Fuente: INSEE [Consultar]) |     |     |     |     |     |

- Datos: Q273684
- Multimedia: Sainte-Lucie-de-Tallano / Q273684

1. ↑  Worldpostalcodes.org, código postal n.º 20112.
2. ↑  INSEE, Datos de población para el año 2012 de Sainte-Lucie-de-Tallano (en francés).